# Ishmael Baidoo
Ishmael Baidoo (sinh 1 tháng 12 năm 1998) là một cầu thủ bóng đá Ghana thi đấu ở vị trí tiền vệ cánh cho Septemvri Sofia ở Bulgarian First League.

## Sự nghiệp

### Septemvri Sofia
Đầu năm 2017 Baidoo gia nhập đội bóng Bulgaria Septemvri Sofia. Anh ra mắt cho đội bóng ở Second League ngày 17 tháng 4 năm 2017 trong trận đấu trước Vitosha Bistritsa khi cũng ghi một bàn thắng.
Anh ra mắt chuyên nghiệp ngày 17 tháng 7 năm 2017, đá trận đầu tiên ở First League trước Dunav Ruse.

## Sự nghiệp quốc tế

### Youth levels
Năm 2015 anh nằm trong đội hình U-17 Ghana tại WAFU U17 Nations Cup.

## Thống kê sự nghiệp

### Câu lạc bộ
Tính đến 16 tháng 11 năm 2017 
| Thành tích câu lạc bộ | Thành tích câu lạc bộ | Thành tích câu lạc bộ | Giải vô địch | Giải vô địch | Cúp                  | Cúp                  | Châu lục | Châu lục  | Khác | Khác      | Tổng | Tổng      | Tổng |
| Câu lạc bộ            | Giải vô địch          | Mùa giải              | Trận         | Bàn thắng    | Trận                 | Bàn thắng            | Trận     | Bàn thắng | Trận | Bàn thắng | Trận | Bàn thắng |      |
| Bulgaria              | Bulgaria              | Bulgaria              | Giải vô địch | Giải vô địch | Cúp bóng đá Bulgaria | Cúp bóng đá Bulgaria | Châu Âu  | Châu Âu   | Khác | Khác      | Tổng | Tổng      |      |
| --------------------- | --------------------- | --------------------- | ------------ | ------------ | -------------------- | -------------------- | -------- | --------- | ---- | --------- | ---- | --------- | ---- |
| Septemvri Sofia       | Second League         | 2016–17               | 7            | 1            | 0                    | 0                    | –        | –         | 1    | 0         | 8    | 1         |      |
| Septemvri Sofia       | First League          | 2017–18               | 12           | 0            | 2                    | 0                    | –        | –         | 0    | 0         | 14   | 0         |      |
| Septemvri Sofia       | Tổng                  | Tổng                  | 19           | 1            | 2                    | 0                    | 0        | 0         | 1    | 0         | 22   | 1         |      |
| Thống kê sự nghiệp    | Thống kê sự nghiệp    | Thống kê sự nghiệp    | 19           | 1            | 2                    | 0                    | 0        | 0         | 1    | 0         | 22   | 1         |      |